# Nazionale femminile di calcio del Ghana
La nazionale di calcio femminile del Ghana è la rappresentativa calcistica femminile internazionale del Ghana, gestita dalla locale federazione calcistica (GFA).
In base alla classifica emessa dalla FIFA il 15 marzo 2024, la nazionale femminile occupa il 64º posto del FIFA/Coca-Cola Women's World Ranking.
Come membro della Confédération Africaine de Football (CAF), partecipa a vari tornei di calcio internazionali, come al Campionato mondiale FIFA, alla Coppa delle nazioni africane femminile, ai Giochi olimpici estivi e ai tornei a invito. Oltre alla CAF, come le altre nazionali di calcio che rappresentano il Ghana negli incontri internazionali, è membro della West Africa Football Union (WAFU), che raggruppa le federazioni dell'Africa occidentale.
Ha partecipato per tre volte alla fase finale del campionato mondiale, venendo sempre eliminata nella fase a gironi. Ha concluso al secondo posto in tre edizioni del campionato africano, venendo sempre sconfitta dalla Nigeria.

## Storia
La nazionale ghanese prese parte nel 1991 alla prima edizione del campionato africano, venendo, però, eliminata già ai quarti di finale dalla Nigeria. Dopo l'eliminazione in semifinale, sempre contro la Nigeria, nel 1995, il Ghana raggiunse la finale del torneo nel 1998, dove venne sconfitta ancora una volta dalla nazionale nigeriana per 2-0 davanti a un pubblico di circa 30 000 spettatori. Grazie a questo risultato, comunque, la nazionale ghanese si qualificò alla fase finale del campionato mondiale 1999. Sorteggiata nel gruppo D assieme a Cina, Svezia e Australia, la squadra ottenne un pareggio per 1-1 contro le australiane nella partita d'esordio, anche grazie alle parate di Memunatu Sulemana. Le due sconfitte contro cinesi e svedesi determinarono l'eliminazione delle Black Queens dalla competizione.
Dopo un terzo posto ottenuto al campionato africano 2000, il secondo posto ottenuto nel 2002 ancora alle spalle della Nigeria consentì alle ghanesi di qualificarsi al campionato mondiale 2003. Inserita nel gruppo D con Cina, Russia e Australia, la nazionale perse le prime due partite contro cinesi e russe; la vittoria per 2-1 sulle australiane, grazie alla doppietta realizzata da Alberta Sackey, diede il terzo posto nel raggruppamento, che non fu sufficiente ad evitare l'eliminazione dal torneo.
Il campionato africano 2004 venne concluso al terzo posto grazie alla vittoria sull'Etiopia dopo i tiri di rigore, mentre nel 2006 le Black Queens tornarono in finale al campionato continentale per la terza volta e, analogamente alle due precedenti occasioni, vennero sconfitte dalle nigeriane, vincitrici di tutte le edizioni disputate sino ad allora. Anche in quest'edizione il secondo posto consentì al Ghana l'accesso alla fase finale del campionato mondiale 2007. Alla terza partecipazione consecutiva la nazionale ghanese venne sorteggiata con l'Australia nello stesso raggruppamento, il C, nel quale erano presenti anche Norvegia e Canada. In quest'edizione, però, tutte e tre le partite vennero perse, subendo 15 reti, e col quarto posto in classifica a sancire l'eliminazione.
A cinque edizioni consecutive del campionato africano concluse al secondo o al terzo posto, seguirono quattro edizioni caratterizzate da tre eliminazioni alla fase a gironi e da una mancata qualificazione (nel 2012). Nel 2016 il Ghana tornò sul podio del torneo, che aveva appena cambiato denominazione in Coppa delle nazioni africane. L'edizione 2018 venne ospitata proprio dal Ghana, ma le Black Queens non andarono oltre la fase a gironi, essendo arrivate terze nel gruppo A dietro Camerun e Mali. Nel 2022 mancarono per la seconda volta la qualificazione alla fase finale, venendo eliminate dalla Nigeria già al primo turno delle qualificazioni.

## Partecipazione ai tornei internazionali
Legenda: Grassetto: Risultato migliore, Corsivo: Mancate partecipazioni

## Palmarès
- Giochi panafricani: 1

2015
- Giochi panafricani: 1

2011
- Giochi panafricani: 1

2007
- Campionato WAFU: 1

2018

## Tutte le rose

### Campionato mondiale
Coppa del Mondo FIFA 19991 Sulemana, 2 P. Sackey, 3 Yeboah, 4 Ansah, 5 Baidu, 6 Kakraba, 7 Dgajmah, 8 Tettey-Quao, 9 A. Sackey, 10 Mensah, 11 Bayor, 12 Yahaya, 13 Ankrah, 14 Tagoe, 15 Gyamfuah, 16 Enti, 17 Okai, 18 Mensah, 19 Quartey, 20 Clottey, CT: Afranie
Coppa del Mondo FIFA 20031 Sulemana, 2 Ibrahim, 3 Danso, 4 P. Sackey, 5 Ofori, 6 Okoe, 7 Clottey, 8 Osei Agyemang, 9 Anokyewaa, 10 Bayor, 11 Foriwa, 12 Mohammed, 13 Avoe, 14 Baidu, 15 A. Sackey, 16 Ankrah, 17 Kanda, 18 Dgajmah, 19 Amoa-Tetteh, 20 Enti, CT: Aryee
Coppa del Mondo FIFA 20071 Enti, 2 Ibrahim, 3 Danso, 4 Awuah, 5 Ofori, 6 Okoe, 7 Rahman, 8 Okai, 9 Amenuku, 10 Bayor, 11 Foriwa, 12 Amoako, 13 Avoe, 14 Tahiru, 15 Ankrah, 16 Sulemana, 17 Abass, 18 Amankwa, 19 Mohammed, 20 Kanda, 21 Darku, CT: Paha

### Coppa d'Africa
Coppa d'Africa femminile 20241 Konlan, 2 Abambila, 3 Ama Duah, 4 Norshie, 5 Asantewaa, 6 Cudjoe, 7 Marfo, 8 Boye-Hlorkah, 9 Boaduwaa, 10 Adubea, 11 Kusi, 12 Achiaa, 13 Badu, 14 Nyamekye, 15 Yeboah, 16 McCarthy, 17 Boakye, 18 Aniwaa, 19 Sumaila, 20 Owusu, 21 Amoh, 22 Amenyeku, 23 Bonsu, 24 Mohammed, CT: Björkegren